# Senegal nos Jogos Olímpicos de Verão de 1968
Senegal competiu nos Jogos Olímpicos de Verão de 1968  na Cidade do México, México.

## Basquetebol
Senegal classificou-se pela primeira vez no basquetebol nos Jogos de 1968 ao vencer o Campeonato Africano de 1968 em Marrocos sobre o país-sede. Todavia, no torneio olímpico, Senegal perdeu suas 7 partidas disputadas para os americanos, porto-riquenhos, italianos, panamenhos, iugoslavos, filipinos e espanhóis em sua trajetória para o último lugar no torneio.